# Luna (manzana)
Luna® sinónimo del nombre técnico UEB 3375/2 es una  variedad cultivar de manzano (Malus domestica).
El fruto tiene pulpa amarillenta, con textura firme, crujiente y de grano fino, sabor muy jugoso con una proporción agridulce bien equilibrada.

## Sinónimos
- "UEB 3375/2".

## Historia
'Luna®' (UEB 3375/2) es una variedad de manzana, a partir del cruce de 'Topaz' x 'Golden Delicious'.  Criado en 1999 bajo la dirección del Dr. Jaroslav Tupý en el "Instituto de Botánica Experimental" de Praga (República Checa) cruzando como Parental-Madre a Topaz con el polen de Golden Delicious' como Parental-Padre. Lanzado comercialmente en 2006 bajo el nombre de 'Luna®'. El cultivar es un cruce de los mismos padres que 'UEB 3264/2' pero en este último el padre de la flor (polen) fue 'Topaz' en lugar de 'Golden Delicious'.
Está recomendada para USDA Hardiness Zones Z5 (resistente al frío).

## Características
'Luna' es un árbol moderadamente vigoroso, vertical, y resistente a la sarna del manzano. Portador de espuela de fructificación. Cosechas anuales moderadamente copiosos, necesita de aclareo de los frutos para que alcancen una mayor talla tiene un tiempo de floración que comienza a partir del 11 de mayo con el 10% de floración, para el 16 de mayo tiene una floración completa (80%), y para el 24 de mayo tiene un 90% caída de pétalos.
'Luna' tiene frutos de tamaño medio que tiende a ser grande, con forma redonda, con nervaduras débiles, corona débil; color de fondo amarillo blanquecino, sobre el que puede haber un rubor anaranjado descolorido en la cara expuesta al sol, ruginoso-"russeting" (pardeamiento áspero superficial que presentan algunas variedades) muy bajo; cáliz mediano y abierto, colocado en una cuenca estrecha y moderadamente profunda, ligeramente acanalada; pedúnculo largo y moderadamente robusto y se encuentra en una cavidad moderadamente profunda en forma de embudo; epidermis es gruesa y tiende a sentirse grasosa cuando está madura y almacenada; se desarrolla una sensación grasa en la piel en la madurez. La pulpa es amarillenta, con textura firme, crujiente y de grano fino, sabor muy jugoso con una proporción agridulce bien equilibrada. Aromático con los mejores sabores desarrollándose unas tres semanas después de la cosecha. ºBrix 13.5 . Alto contenido de vitamina C.
Su época de maduración y recogida a partir de principios de octubre. Mantiene el frescor hasta cuatro meses en atmósfera controlada, y 6 meses en almacenamiento en frigorífico. Los sabores completos se desarrollan dos o tres semanas después de la cosecha. Está considerada como una de las manzanas modernas más resistentes a la Sarna del manzano.

## Usos
Un fruto excelente como postre de manzana de mesa fresca.

## Ploidismo
Diploide auto estéril; necesita polinizador. Grupo de polinización C. Día 11.

## Susceptibilidades
- Sarna del manzano: no presenta a ninguna de las variedades de esta infección gracias a la presencia del gen Vf.[9]
- Fuego bacteriano del manzano: ataque débil
- Mildiu: ataque débil[4]